# Osbornia
Osbornia es un género monotípico de plantas con flores perteneciente a la familia de las mirtáceas. Su única especie, Osbornia octodonta F.Muell., Fragm. 3: 31 (1862), es originaria de Filipinas y norte de Australia.

## Descripción
Es un arbusto o pequeño árbol de mangle, alcanza los 2-5 (-9) m de altura. Las flores son de color blanco: Florece en diciembre-abril sobre suelos de arena en su hábitat de manglares.